# 87. pehotni polk (Avstro-Ogrska)
Za druge 87. polke glejte 87. polk.
87. pehotni polk (izvirno nemško Infanterie-Regiment Nr. 87) je bil pehotni polk avstro-ogrske skupne vojske.

## Poimenovanje
- Steirisches Infanterie Regiment »von Succovaty« Nr. 87
- Infanterie Regiment Nr. 87 (1915 - 1918)

## Zgodovina
Polk je bil ustanovljen leta 1883. 

### 1. svetovna vojna
Polkovna narodnostna sestava leta 1914 je bila naslednja: 86 % Slovencev in 14 % drugih. Naborni okraj polka je bil v Celju, pri čemer so bile polkovne enote garnizirane sledeče: Pulj (štab, II. - IV. bataljon) in Celje (I. bataljon).
Med 1. svetovno vojno se je polk bojeval tudi na soški fronti, med drugim tudi med tretjo soško ofenzivo. Polk je sodeloval tudi v avstro-ogrski ofenzivi leta 1916 proti italijanskim položajem na Tirolskem. Med osmo soško ofenzivo je polk sprva zasedel, nato pa izgubil položaje severno od Lokvice. Polk je v času enajste soške ofenzive predstavljal glavnino obrambe Škabrijela; ker je polk doživel velike izgube (I. bataljon je imel le 185 vojakov), je bil v noči iz 3. na 4. september 1917 umaknjen s Škabrijela.
V sklopu t. i. Conradovih reform leta 1918 (od junija naprej) je bilo znižano število polkovnih bataljonov na 3.

## Organizacija
1918 (po reformi)
- 1. bataljon
- 2. bataljon
- 4. bataljon

## Poveljniki polka
- 1908: Othmar Panesch[10]
- 1914: Dionys Rabatsch[1]